# Aleksy Goettel
Aleksy Goettel – polski prawnik, dr hab. nauk prawnych, profesor uczelni Akademii Ekonomicznej i Humanistycznej w Warszawie.

## Życiorys
3 października 2008 obronił pracę doktorską Przywileje podatkowe w systemie podatków samorządowych, 24 listopada 2017 habilitował się na podstawie pracy zatytułowanej Podatkowoprawne skutki zawarcia i ustania małżeństwa. Został zatrudniony na stanowisku adiunkta w Katedrze Prawa Finansowego na Wydziale Prawa i Administracji Uniwersytetu Warmińsko-Mazurskiego w Olsztynie.
Jest profesorem uczelni Akademii Ekonomicznej i Humanistycznej w Warszawie.